# Barrage de Neelum–Jhelum
Le barrage de Neelum–Jhelum (en ourdou : نیلم جہلم ہائیڈروپاور پلانٹ) est un barrage situé au Pakistan, proche de la frontière entre l'Inde et le Pakistan. Il est situé sur le Neelum, un affluent de la Jhelum, donc un sous-affluent de l'Indus. Administrativement, il dépend du territoire contesté de l'Azad Cachemire, étant plus précisément situé dans le district de Muzaffarabad.
Construit à partir de 2008, le barrage atteint sa pleine puissance 14 août 2018 après de nombreux retards. Avec une capacité hydroélectrique de 969 MW, c'est alors la quatrième plus puissante centrale hydroélectrique du pays. La construction du barrage a été remportée par le consortium chinois CGGC-CMEC. 

## Histoire

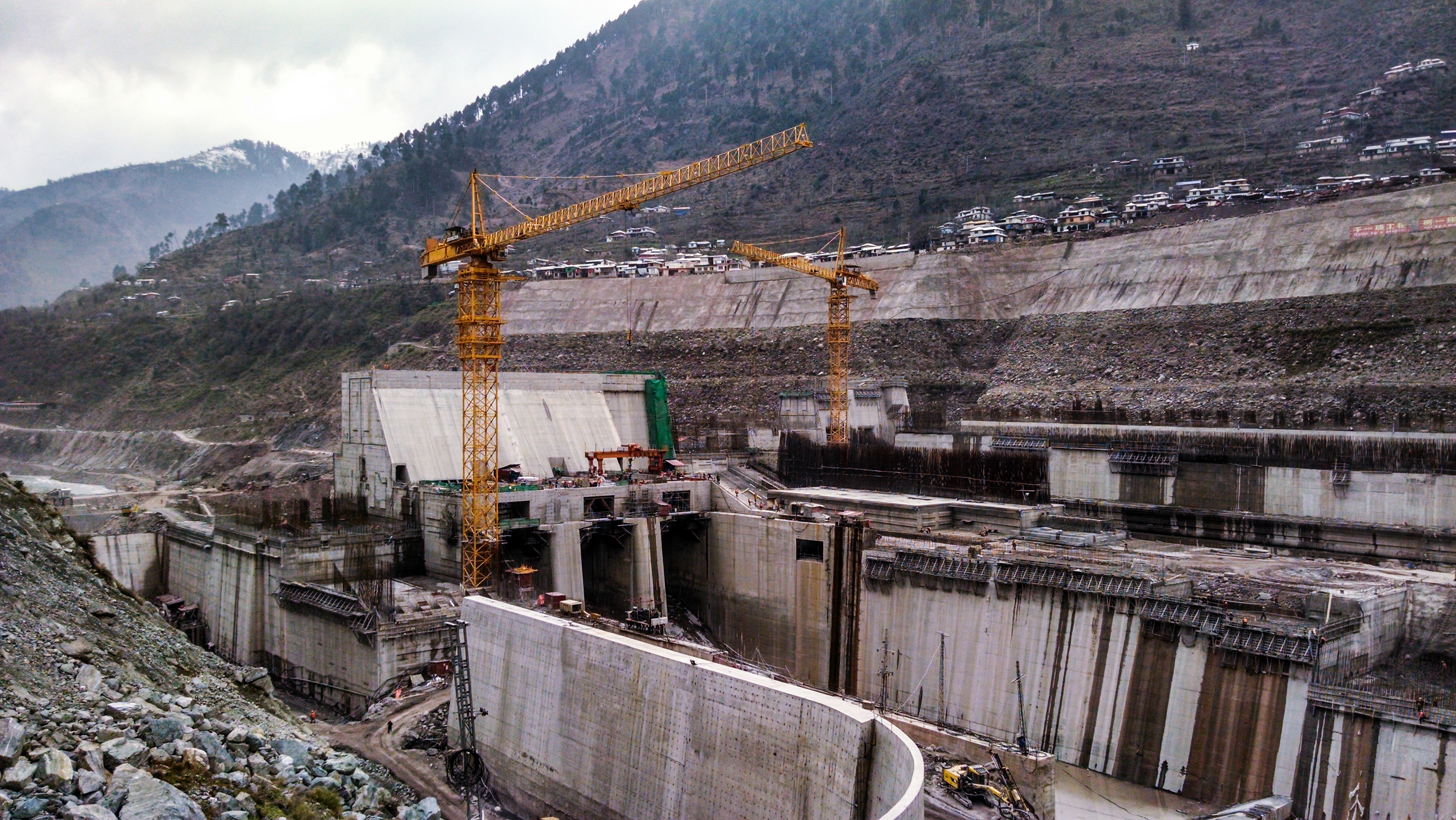
Le chantier en 2016.

Le projet de barrage a été approuvé en 1989 mais a rencontré de nombreuses difficultés qui ont conduit à d'importants retards. Le chantier devait débuter en 2002 pour s'achever en 2008, mais la hausse des coûts entrainent de nouveaux retards. Le séisme de 2005 au Cachemire obligé les autorités à revoir le projet afin d'atteindre une meilleure résistance sismique. 
Le 9 février 2008, le président Pervez Musharraf annonce la finalisation du contrat entre la compagnie nationale des eaux WAPDA et le consortium chinois CGGC-CMEC ainsi que le début des travaux. En octobre 2011, le tunnel de déviation du cours d'eau est terminé. Évalué cette année à 2,9 milliards de dollars, le projet est réévalué pour un total de 4,1 milliards en 2017. Il est financé par des emprunts auprès de banques chinoises et du Moyen-Orient. Selon Transparency International au Pakistan, l'achat des tunneliers a donné lieu au versement de pots-de-vin à hauteur de 74 millions d'euros. 
Le projet continue en effet de subir divers contretemps et problèmes de financement. Le 24 décembre 2014, un tunnel de diversion d'eaux s’effondre, tuant quatre employés dont un ingénieur chinois. En octobre 2017, le chantier rentre dans sa dernière étape avec le remplissage du réservoir. En avril 2018, la première turbine entre en service et le 14 aout 2018, la centrale atteint son maximum de production.

## Caractéristiques
Le barrage de Neelum–Jhelum est haut de 47 mètres pour 125 mètres de long. Son réservoir a une capacité de huit millions de mètres cubes. 
La centrale présente quatre turbines Francis de 242,25 MW, soit une puissance totale de 969 MW. La hauteur de chute s'établit à 420 mètres, et l'eau rejoint ensuite la rivière Jhelum grâce à un tunnel de 3,5 kilomètres de long.